# Liga islamischer Universitäten
Die Liga Islamischer Universitäten (arabisch رابطة الجامعات الإسلامية, DMG Rābiṭat al-Ǧāmiʿāt al-islāmiyya; League of Islamic Universities / Union of Islamic Universities, auch: Union Islamischer Universitäten, Vereinigung Islamischer Universitäten, Islamic Universities League) ist eine Vereinigung islamischer Universitäten. Ihr Sitz ist in Kairo. Vorsitzender ist Abdallah Ben Abdel Mohsen At-Turki, der auch Generalsekretär der Islamischen Weltliga (Muslim World League) ist. Sie umfasst 160 islamische Universitäten.